# BlackBerry 10
BlackBerry 10 (ook wel bekend als BB10) was een besturingssysteem van het Canadese bedrijf BlackBerry. Het werd ontworpen voor de BlackBerry-lijn. De Z10 en de Q10 waren de twee eerste toestellen die over BB10 beschikten. Het besturingssysteem was gebaseerd op QNX en BlackBerry OS, waarvan laatstgenoemde als voorganger gezien kon worden. In januari 2022 staakte BlackBerry de ondersteuning van BB10.

## Geschiedenis
Het besturingssysteem werd geïntroduceerd op 30 januari 2013. De persconferentie werd gehouden door de CEO van het bedrijf, Thorsten Heins. Ook werd Alicia Keys benoemd tot creatief directeur.
Het bedrijf zou in eerste instantie zijn nieuwe besturingssysteem BBX noemen, maar wegens een rechtszaak met BASIS International werd het naar BlackBerry 10 hernoemd.
Op 7 februari 2013 werd bekend dat BlackBerry 10-producten niet in Japan worden verkocht omdat er daar, voor het bedrijf, te weinig geld kan worden verdiend. Om het besturingssysteem wat meer marktaandeel te geven, staat BlackBerry toe het besturingssysteem te licenseren voor andere bedrijven,
Het bedrijf heeft al 5000 toestellen aan de Duitse regering verkocht. Op 14 maart 2013 deelde BlackBerry mee dat het de grootste bestelling ooit voor het bedrijf heeft gekregen. Maar liefst werden één miljoen BlackBerry 10-toestellen naar een nog onbekend bedrijf verscheept. Verwacht wordt dat BlackBerry per kwartaal 2 tot 3 miljoen BlackBerry 10-smartphones verkoopt.
Op 24 april 2013 werd versie 10.1 uitgebracht. De grootste toevoeging is de ondersteuning voor de BlackBerry Q10. Ook is er de optie toegevoegd om HDR-foto's te maken en in de BlackBerry Hub wordt er suggesties weergegeven voor nieuwe contactpersonen. In oktober 2014 werd versie 10.3 uitgebracht. In deze versie werden sterke visuele veranderingen aangebracht. Zo maakte deze versie gebruik van een zogenaamde 'flat' interface. Versie 10.3.0 is aanvankelijk alleen beschikbaar voor de BlackBerry Passport. Bestaande toestellen ontvangen versie 10.3.1.

## Interface
Het besturingssysteem wordt volledig met gebaren ("gestures") worden bediend. Als de gebruiker met zijn vinger op het scherm van beneden naar boven toe beweegt, wordt een multitask-scherm geopend. Om een applicatie te sluiten, moet er op de X-knop worden gedrukt. Als men de vinger vanuit het multitask-scherm naar rechts toe sleept, worden alle applicaties afgebeeld. De applicaties kunnen in volgorde worden verplaatst en in mappen worden gestopt.

### Telefoon
In het menu is het icoontje van een telefoon te vinden. Het is verdeeld bestaat uit drie onderdelen: het linkerdeel geeft de laatste gesprekken weer, het middelste gedeelte laat al de contactpersonen zien (deze zijn geïmporteerd uit onder andere Facebook, Twitter, BBM en Google-diensten) en het rechterdeel laat een traditioneel telefoontoetsenbord (met alleen nummers) zien.

### Zoekfunctie
Rechts van het telefoonicoontje bevindt zich de zoekknop, die zowel informatie op het toestel zelf als informatie op het internet kan opzoeken. Men kan de zoekopdrachten categoriseren en applicaties kunnen tevens zoekfunctionaliteiten toevoegen. De standaardzoekmachine is Bing.

### Camera
Aan de rechterkant in het menu bevindt zich het icoontje voor de camera. Dit is ook te vinden aan de rechteronderhoek van het vergrendelingsscherm. Om een foto te maken, moet er op het scherm worden getikt en door een tik langer vast te houden, focust de camera zich op het punt waar de vinger zich bevindt. In de rechteronderhoek van de camera bevindt zich een optiebalk, waar onder andere de flitser aan- en uitgezet kan worden en de beeldverhouding van 16:9 naar 4:3 kan worden gewijzigd (en vice versa). Een camerafunctie genaamd TimeShift kan een hele serie van foto's maken en die aan de gebruiker laten zien, waarvan de gebruiker de (volgens hem/haar) beste foto kan kiezen. Als een foto genomen is, kan deze bewerkt worden door bijvoorbeeld een deel van de foto weg te snijden of een speciale filter over de foto heen te leggen, zoals met de applicatie Instagram.

### BlackBerry Hub
De BlackBerry Hub is een notificatiescherm waarin binnengekomen berichten e.d. worden weergegeven. Het is te vinden door met de vinger naar boven en rechts te bewegen. De diensten die standaard geïntegreerd zijn, zijn e-mail, agenda, sms, voicemail, gemiste oproepen, systeembijwerkingen, BBM, Facebook, Twitter en LinkedIn.

## Toetsenbord
BlackBerry's zijn bekend geworden dankzij hun fysieke toetsenbord. Hoewel de BlackBerry Q10 nog een fysiek toetsenbord heeft, is deze bij de BlackBerry Z10 niet te vinden. Zowel het fysieke als het on-screentoetsenbord bestaat uit vier rijen met toetsen die van elkaar gescheiden zijn via een zilveren lijn, een kenmerk van de eerdere Bold-serie. Als de gebruiker met de vinger naar boven beweegt, verschijnen de cijfers en andere leestekens. Een sleep van rechts naar links op het toetsenbord verwijdert het laatstgetypte woord. Als de puntknop op het toetsenbord lang ingedrukt wordt gehouden, kan men woorden dicteren die dan op het scherm tevoorschijn komen.
BlackBerry zelf stond voor op de mogelijkheid om woorden te raden. De telefoon haalt die informatie uit e-mails en sociale media en berekent welke woorden ingevuld kunnen worden. Als de gebruiker bv. Hartelijk gefeliciteerd wil typen, moet men eerst op de "H" klikken en op basis van die verwachtingen verschijnt er boven de volgende toets een woord, dat in dit geval dan Hartelijk is. Om het woord te kiezen, moet men het naar boven toe slepen en het woord plus een spatie verschijnen op het scherm. Doordat die verwachtingen doorgaan, blijven woorden boven de letters verschijnen, dus in dit geval ziet men al boven de "G" het woord gefeliciteerd staan.

## Stemherkenning
BlackBerry 10 bevat stemherkenningssoftware genaamd BlackBerry Assistant, waarmee woorden gedicteerd kunnen worden en het toestel commando's kan uitvoeren (zoals Apples Siri en Google Now). Als de afspeelknop (tussen de volumeknoppen) lang ingedrukt wordt gehouden, wordt de stemherkenning geopend en kan men vragen of het toestel bv. een bepaald persoon kan bellen of een afspraak kan maken. Als het apparaat een vraag niet herkent, dan wordt er gevraagd om het op te zoeken via internet.

## Applicaties
Mobiele apps, muziek en films voor BlackBerry-producten kunnen worden aangeschaft via de BlackBerry World (voorheen BlackBerry App World). Tijdens de bekendmaking van het besturingssysteem, telde BlackBerry World zo'n 70.000 applicaties, waaronder Dropbox, Foursquare en Angry Birds. Ook kunnen er, net zoals op de BlackBerry PlayBook, Android-applicaties op het besturingssysteem gedraaid worden via Runtime for Android. De Android Runtime van BlackBerry 10 gebruikt Androidversie 4.2.2 als basis. De androidapps hoeven sinds OS versie 10.2.1 niet meer omgezet te worden naar het BlackBerry 'bar' extensie, maar kunnen als .apk bestanden direct worden geïnstalleerd.

## Apparaten
De eerste die het besturingssysteem draaide (zij het wel een vroege versie van het OS), is de Dev Alpha A. Het prototype moest ervoor zorgen dat ontwikkelaars software voor BlackBerry 10 konden gaan schrijven en testen. Naast de Dev Alpha A, zijn er tevens de Dev Alpha B en de Dev Alpha C uitgegeven. De Dev Alpha B bevatte een snellere processor en intern wat grotere verbeteringen dan de Dev Alpha A. De Dev Alpha C is het prototype voor de Q10, die allebei een fysiek QWERTY-toetsenbord bevatten.
De BlackBerry Z10 en Q10 waren de eerste twee toestellen die op BlackBerry 10 draaiden. Sindsdien zijn er diverse modellen uitgebracht. Hieronder volgt een overzicht:
| Toestel                          | Omschrijving |
| -------------------------------- | --- |
| Leap                             | Een middenklasse toestel (5 inch)zonder fysiek toetsenbord (full touchscreen).                                                                                          |
| Z3                               | Een low end toestel (5 inch) zonder fysiek toetsenbord (full touchscreen).                                                                                              |
| Z10                              | Een middenklasse toestel (4,2 inch) zonder fysiek toetsenbord (full touchscreen).                                                                                       |
| Z30                              | Een high end toestel (5 inch) zonder fysiek toetsenbord (full touchscreen, 5 inch) en tot de komst van de blackberry Priv (android) het vlaggenschip Blackberrytoestel. |
| Q5                               | Een middenklasse toestel met een fysiek QWERTY toetsenbord dat doet denken aan de Curve.                                                                                |
| Q10                              | Een high end toestel met een fysiek QWERTY toetsenbord dat doet denken aan de Bold.                                                                                     |
| Classic                          | Een high end toestel met een fysiek QWERTY toetsenbord met een terugkeer van de navigatieknoppen en de trackpad.                                                        |
| Passport                         | Een high end toestel met een nieuw fysiek QWERTY toetsenbord dat aanraakgevoelig is en de huidige QWERTY vlaggenschip.                                                  |
| BlackBerry Porsche Design P'9982 | De Porsche Design versie van de BlackBerry Z10 met een licht aangepaste versie van de software en 64GB ingebouwd opslag.                                                |
| BlackBerry Porsche Design P’9983 | De Porsche Design versie van de BlackBerry Q10 met een licht aangepaste versie van de software en 64GB ingebouwd opslag.                                                |

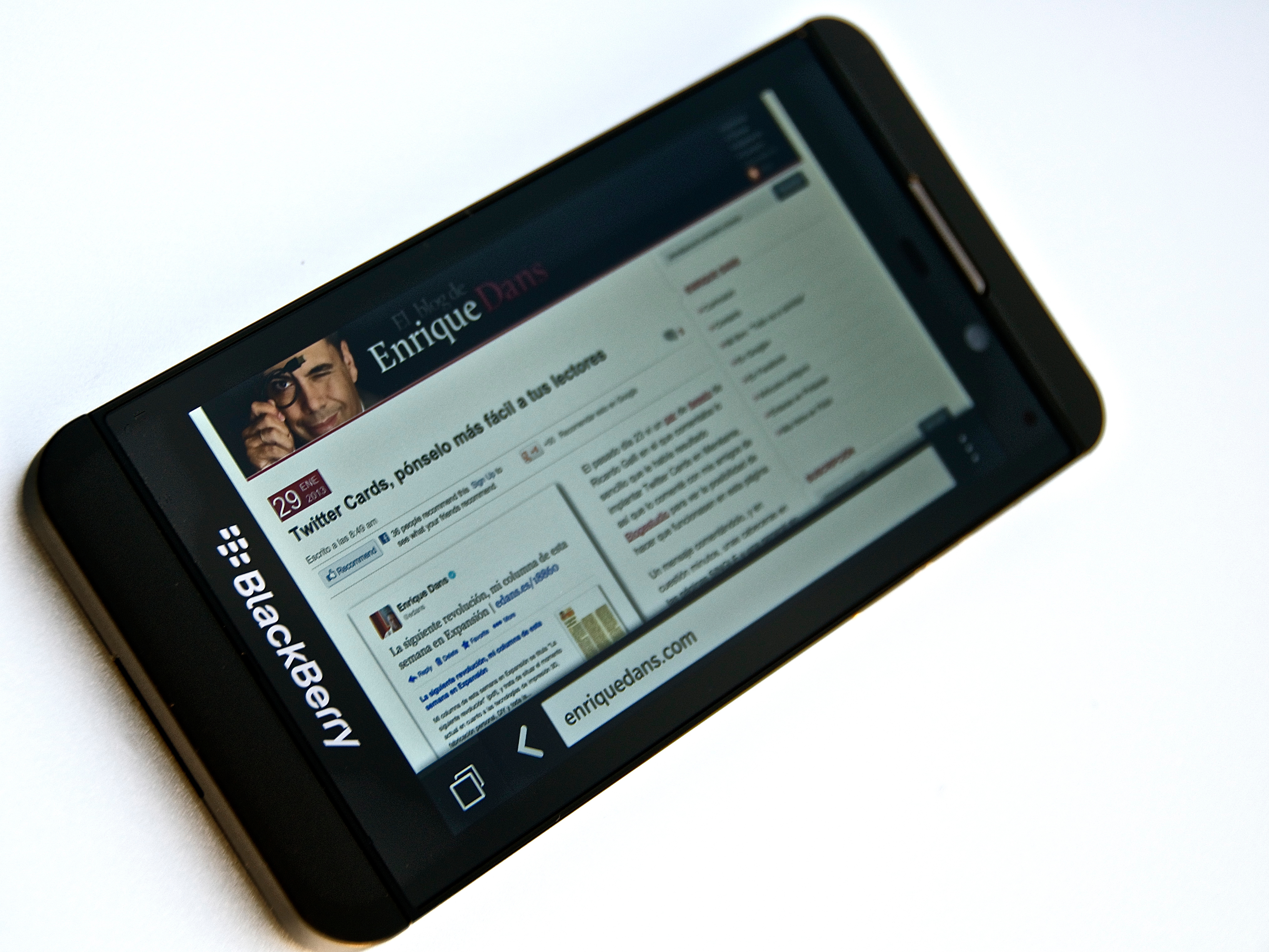
BlackBerry Z10

De PlayBook zou in eerste instantie een update krijgen naar BlackBerry 10, waardoor het de Tablet OS zou vervangen. Voormalig CEO Thorsten Heins heeft daar echter de stekker uit getrokken, omdat de hardware van de PlayBook de BlackBerry 10 software niet aan zou kunnen.

## Gerelateerd
- BlackBerry OS
- BlackBerry Z10
- BlackBerry Q10